# Carpathian
Carpathian was een Australische hardcorepunkband, opgericht in 2003 in Melbourne. De band ging in 2011 uit elkaar en de definitieve bezetting bestond uit zanger Martin Kirby, gitaristen Josh Manitta en Lloyd Carroll, basgitarist Ed Redclift en drummer David Bichard. Carpathian speelde op festivals zoals de Australian Taste of Chaos 2007, het Soundwave festival 2008, Sucks N Summer, Ieper Fest Winter, Ieper Fest Summer en Fluff Fest. De bezetting van Carpathian veranderde verschillende keren in de geschiedenis van de band. Eind 2006 zijn twee gitaristen vervangen. Voormalig I Killed The Prom Queen-zanger Michael Crafter vervoegde zich bij Carpathian in 2006. Zanger Martin Kirby stapte vervolgens over op gitaar, hoewel Crafter zeven maanden later in februari 2007 vertrok, waarna Kirby zijn positie als frontman hervatte. Michael Crafter zong op geen enkele opname van Carpathian.
In 2008 bracht Carpathian hun tweede studioalbum Isolation uit, dat #19 bereikte in de ARIA Charts. Carpathians laatste show was in het Arthouse in april 2011 en maakte deel uit van de laatste week van The Arthouse shows. In 2009 startte Martin Dead Souls Records, zowel als een verdere artistieke uitlaatklep en als middel om Australische hardcore bands te promoten. De selectie van het label omvat Carpathian, Shipwreck AD (VS), Down To Nothing (VS), The Broderick, The Hollow, AYS (Duitsland), Ghost Town en Iron Mind.

## Bezetting
Huidige bezetting
- Martin Kirby (zang)
- Joshua Manitta (gitaar)
- Edward Redclift (basgitaar)
- David Bichard (drums)
- Lloyd Carroll (gitaar)

Voormalige leden
- Michael Crafter (zang, 2006–2007)
- Anthony Harris (gitaar, 2003–2006)
- Julian Marsh (gitaar, 2004–2006)
- Chris Farmer (basgitaar, 2003–2007)
- Ben Coyte (gitaar, 2007–2008)
- Brendan Cross (gitaar, 2003–2004)
- Simon Dreja (drums, 2003-2004)

## Geschiedenis
Carpathian toerde veel door Australië en speelde naast bands als Atreyu, Have Heart, Comeback Kid, Verse, Against, Bleeding Through, Against Me!, As I Lay Dying, Killswitch Engage, Parkway Drive, Thursday en Alexisonfire. In 2006, na het uitbrengen van Nothing To Lose, toerde ze in het Verenigd Koninkrijk en Europa met Parkway Drive en On Broken Wings. Carpathian voltooide hun 'Isolation'-tournee door Australië in 2008, voordat de band later dat jaar nog een tournee door Australië maakte met de Boston-band en labelgenoten Shipwreck A.D. De tweede tournee van de band over het Europese continent was in november 2008, samen met Have Heart en Cruel Hand.
Begin januari opende de band de Boys of Summer Tour met Comeback Kid, Verse en Against. Eind januari speelde Carpathian een korte reeks shows in Japan met Death Before Dishonor, Trash Talk en Parkway Drive. Ze ondersteunden de Australische tournee van Have Heart in mei (exclusief WA en QLD), gevolgd door een reeks dates met The Hollow in Australië. In juli speelde Carpathian een handvol data in Maleisië, Indonesië en Singapore, gevolgd door een volledige Europese en Britse tournee met de Duitse band Ritual en de Zweedse band Anchor.
Carpathian begon aan een korte Australische en Zuidoost-Aziatische tournee ter ondersteuning van de op dat moment aankomende Wanderlust 7" publicatie. Deze tournee werd gevolgd door een Europese headliner-tournee met de hardcore band Ruiner uit Baltimore. Carpathian sloot hun tourjaar af als headliner van de Generation 2010 Australische hardcore fest in Melbourne op 26 december.
Carpathian kondigde een nieuwe Europese headliner-tournee aan met steun van de Amerikaanse hardcore band Defeater. Hun geplande eerste Amerikaanse tournee met The Carrier werd geannuleerd, toen zanger Kirby aankondigde dat de band voor onbepaalde tijd zou worden ontbonden. De laatste show was op vrijdag 29 april 2011 in Melbourne.

## Discografie
- 2004:	Carpathian/Never Alone (split cd)
- 2005:	Carpathian (ep, Washed UP Records)
- 2006:	Nothing To Lose (Resist Records)
- 2007:	Wrecked (7", Resist Records)
- 2008:	Isolation (Resist Records/Deathwish Inc.)
- 2009:	Carpathian/Shipwreck A.D. (7", Dead Souls Records)
- 2010:	Wanderlust (Resist Records/Deathwish Inc.)